# Empoasca angusticornis
Empoasca angusticornis är en insektsart som beskrevs av Rowland Southern 1982. Empoasca angusticornis ingår i släktet Empoasca och familjen dvärgstritar. Inga underarter finns listade i Catalogue of Life.